# Ermény
Ermény (románul: Gherman) falu Romániában, a Bánságban, Temes megyében.

## Fekvése
Ferend mellett, attól délre, a Borunga patak mellett fekvő település.

## Története
Ermény a középkorban Krassó vármegyéhez tartozott, nevét már 1323-ban említette oklevél p-es ... Nag Ermen, Kys Errmen; p-es Noghermen et Kyusermen neveken.
1323-ban Magyar András és Pál megosztoztak birtokaikon: Nagy- és Kisermén Andrásnak jutott, majd még Ez év augusztusában a király Magyar Pál gímesi várnagyot rendelte beiktatni e két birtokba, és határát is leíratta. Később a Remetei Himfiek birtoka lett.
Neve 1334-ben Hermen néven szerepelt a pápai tizedjegyzékben is, ekkor egyházának papja 4 garas pápai tizedet fizetett.
1447-ben Ermény a Papdi- és a Csáki családok birtoka volt. A török hódoltság alatt elpusztult és az 1670-1700 közötti összeírásokban sem fordult elő. 1717-ben az összeírásban azonban már ismét Germán néven szerepelt, a verseczi kerületben, 26 házzal.
Gróf Mercy térképén Bermann alakban, az 1761 évi hivatalos térképen pedig már óhitűektől lakott népes helységként volt feltüntetve. 1821-ben Konstantinovics István a kincstártól megvásárolta. A 19. században aztán a birtok három részre oszlott.
A trianoni békeszerződés előtt Temes vármegye Verseci járásához tartozott.
1910-ben 664 lakosából 40 magyar, 29 német, 590 román volt. Ebből 62 római katolikus, 101 görögkatolikus, 483 görög keleti ortodox volt.

## Nevezetességek
- Görög keleti ortodox temploma 1830-ban épült.

## Források

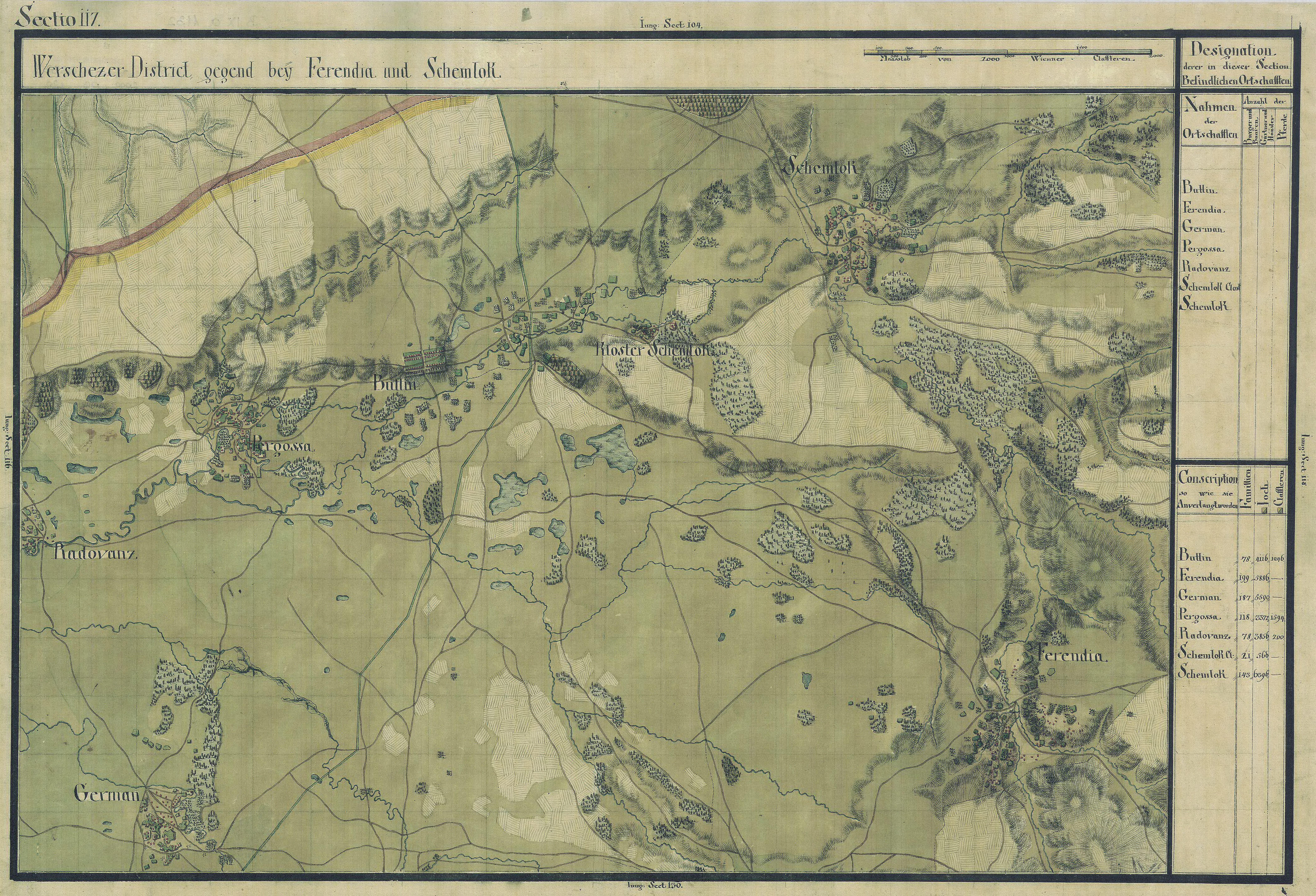
Ermény egy régi térképen